# Список участниц Morning Musume
Эта страница обо всех участницах японской J-pop группы Morning Musume.
Группа известна своим постоянно меняющимся составом, с «выпускными» и прослушиваниями, проводимыми почти каждый год.
По состоянию на 26 августа 2019 года в общей сложности было 44 участниц (с 1997 года по настоящее время), 28 выпускниц, 2 участницы, с которыми разорвали контракт, и 15 поколений.

## Участницы

### Текущий состав
| Поколение | Имя            | Дата рождения   | Возраст | Дата присоединения | Цвета участниц   | Заметка   |
| --------- | -------------- | --------------- | ------- | ------------------ | ---------------- | --------- |
| 9         | Эрина Икута    | 7 июля 1997     | 28      | 2 января 2011      | Светло-зелёный   | Лидер     |
| 11        | Сакура Ода     | 12 марта 1999   | 26      | 14 сентября 2012   | Лавандовый       | Суб-лидер |
| 12        | Мики Нонака    | 7 октября 1999  | 25      | 30 сентября 2014   | Пурпурный        | Суб-лидер |
| 12        | Мариа Макино   | 2 февраля 2001  | 24      | 30 сентября 2014   | Розовый          |           |
| 12        | Аканэ Хага     | 7 марта 2002    | 23      | 30 сентября 2014   | Оранжевый        |           |
| 13        | Рэйна Ёкояма   | 22 февраля 2001 | 24      | 12 декабря 2016    | Золотисто-жёлтый |           |
| 15        | Рио Китагава   | 16 марта 2004   | 21      | 22 июня 2019       | Синее море       |           |
| 15        | Хомарэ Окамура | 9 мая 2005      | 20      | 22 июня 2019       | Дэйзи            |           |
| 15        | Мэй Ямадзаки   | 28 июня 2005    | 20      | 22 июня 2019       | Ярко-зелёный     |           |
| 16        | Рио Сакурай    | 11 ноябрь 2005  | 19      | 29 июнь 2022       | чай с молоком    |           |
| 17        | Харука Иноуэ   | 6 может 2006    | 19      | 23 мая 2023        | мятно-зеленый    |           |
| 17        | Ако Юмигета    | 8 июль 2008     | 17      | 23 мая 2023        | чистый красный   |           |

## Поколения
| - Юко Накадзава (中澤裕子, выпустилась 15 апреля 2001 года) - Ая Исигуро (石黒彩, выпустилась 7 января 2000 года) - Каори Иида (飯田圭織, выпустилась 30 января 2005 года) - Нацуми Абэ (安倍なつみ, выпустилась 25 января 2004 года) - Аска Фукуда (福田明日香, выпустилась 18 апреля 1999 года) - Кэй Ясуда (保田圭, выпустилась 5 мая 2003 года) - Мари Ягути (矢口真里, покинула 14 апреля 2005 года) - Саяка Итии (市井紗耶香, выпустилась 21 мая 2000 года) - Маки Гото (後藤真希, выпустилась 23 сентября 2002 года) - Рика Исикава (石川梨華, выпустилась 7 мая 2005 года) - Хитоми Ёсидзава (吉澤ひとみ, выпустилась 6 мая 2007 года) - Нодзоми Цудзи (辻希美, выпустилась 1 августа 2004 года) - Ай Каго (加護亜依, выпустилась 1 августа 2004 года) - Ай Такахаси (高橋愛, выпустилась 30 сентября 2011 года) - Асами Конно (紺野あさ美, выпустилась 23 июля 2006 года) - Макото Огава (小川麻琴, выпустилась 27 августа 2006 года) - Риса Ниигаки (新垣里沙, выпустилась 18 мая 2012 года) - Мики Фудзимото (藤本美貴, покинула 1 июня 2007 года) - Эри Камэи (亀井絵里, выпустилась 15 декабря 2010 года) - Саюми Митисигэ (道重さゆみ, выпустилась 26 ноября 2014 года) - Рэйна Танака (田中れいな, выпустилась 31 мая 2013 года) - Кохару Кусуми (久住小春, выпустилась 6 декабря 2009 года) - Айка Мицуи (光井愛佳, выпустилась 18 мая 2012 года) - Ли Чунь (ジュンジュン, выпустилась 15 декабря 2010 года) - Цянь Линь (リンリン, выпустилась 15 декабря 2010 года) - Мидзуки Фукумура (譜久村聖, выпустилась 29 ноября 2023 года) - Эрина Икута (生田衣梨奈) - Рихо Саяси (鞘師里保, выпустилась 31 декабря 2015 года) - Канон Судзуки (鈴木香音, выпустилась 31 мая 2016 года) - Харуна Иикубо (飯窪春菜, выпустилась 16 декабря 2018 года) - Аюми Исида (石田亜佑美, выпустилась 14 декабря 2024 года) - Масаки Сато (佐藤優樹, выпустилась 13 декабря 2021 года) - Харука Кудо (工藤遥, выпустилась 11 декабря 2017 года) | - Сакура Ода (小田さくら) - Харуна Огата (尾形春水, выпустилась 20 июня 2018 года) - Мики Нонака (野中美希) - Мариа Макино (牧野真莉愛) - Аканэ Хага (羽賀朱音) - Каэдэ Кага (加賀楓, выпустилась 10 декабря 2022 года) - Рэйна Ёкояма (横山玲奈) - Тисаки Морито (森戸知沙希, выпустилась 20 июня 2022 года) - Рио Китагава (北川莉央) - Хомарэ Окамура (岡村ほまれ) - Мэй Ямадзаки (山﨑愛生) - Рио Сакурай (櫻井梨央) - Харука Иноуэ (井上春華) - Ако Юмигета (弓桁朱琴) |

## Лидеры группы
| №  | Лидер            | Период лидерства                  | Продолжительность          |
| -- | ---------------- | --------------------------------- | -------------------------- |
| 1  | Юко Накадзава    | 14 сентября 1997 – 15 апреля 2001 | 3 года, 7 месяцев, 8 дней  |
| 2  | Каори Иида       | 16 апреля 2001 – 30 января 2005   | 3 года, 9 месяцев, 14 дней |
| 3  | Мари Ягути       | 31 января 2005 – 14 апреля 2005   | 2 месяца, 21 день          |
| 4  | Хитоми Ёсидзава  | 15 апреля 2005 – 6 мая 2007       | 2 года, 21 день            |
| 5  | Мики Фудзимото   | 7 мая 2007 – 1 июня 2007          | 25 дней                    |
| 6  | Ай Такахаси      | 2 июня 2007 – 30 сентября 2011    | 4 года, 3 месяца, 28 дней  |
| 7  | Риса Ниигаки     | 1 октября 2011 - 18 мая 2012      | 7 месяцев, 17 дней         |
| 8  | Саюми Митисигэ   | 19 мая 2012 – 26 ноября 2014      | 2 года, 6 месяцев, 7 дней  |
| 9  | Мидзуки Фукумура | 27 ноября 2014 – 29 ноября 2023   | 9 лет, 0 месяцев, 2 дня    |
| 10 | Эрина Икута      | 29 ноября 2023 – н. в.            | 1 год 7 месяцев 17 дней    |

| №  | Суб-лидер        | Период суб-лидерства               | Продолжительность          |
| -- | ---------------- | ---------------------------------- | -------------------------- |
| —  | —                | 14 сентября 1997 – 15 апреля, 2001 | 3 года, 7 месяцев, 8 дней  |
| 1  | Кей Ясуда        | 16 апреля 2001 – 5 мая 2003        | 2 года, 19 дней            |
| 2  | Мари Ягути       | 6 мая 2003 – 30 января 2005        | 1 года, 8 месяцев, 25 дней |
| 3  | Хитоми Ёсидзава  | 31 января 2005 – 14 апреля 2005    | 2 месяца, 14 дней          |
| 4  | Мики Фудзимото   | 15 апреля 2005 – 6 мая 2007        | 2 года, 21 день            |
| 5  | Ай Такахаси      | 7 мая 2007 – 1 июня 2007           | 25 дней                    |
| 6  | Риса Ниигаки     | 2 июня 2007 – 30 сентября 2011     | 4 года, 3 месяца, 28 дней  |
| —  | —                | 1 октября 2011 – 21 мая 2013       | 1 год, 7 месяцев, 19 дней  |
| 7  | Мидзуки Фукумура | 21 мая 2013 – 26 ноября 2014       | 1 год, 6 месяцев, 5 дней   |
| 8  | Харуна Иикубо    | 21 мая 2013 – 16 декабря 2018      | 5 лет, 6 месяцев, 25 дней  |
| 9  | Эрина Икута      | 27 ноября 2014 – 29 ноября 2023    | 9 лет, 0 месяцев, 2 дня    |
| 10 | Аюми Исида       | 31 декабря 2018 – н. в.            | 6 лет 6 месяцев 15 дней    |
| 11 | Сакура Ода       | 29 ноября 2023 – н. в.             | 1 год 7 месяцев 17 дней    |

## Цвета участниц
У каждой участницы группы есть собственный цвет одежды и товаров для различия с остальными участницами. Со временем, поскольку некоторые участницы покидают группу, текущие или новые участницы имеют возможность изменить свой текущий цвет на другой, который свободен. Ни у одной участницы нету одинаковых цветов, они могут быть лишь слегка похожи.

### Наследные цвета участниц
Официальные цвета участниц были впервые представлены весной 2005 года, для весеннего концерта были выпущены товары (футболки и т.д.) с цветам участниц.
| Цвет                                           | Текущий владелец       | Бывший владелец                                                                                       |
| ---------------------------------------------- | ---------------------- | --- |
| чистый красный / Итальянский красный / Красный | Ако Юмигета (2023—)    | Мики Фудзимото (2005—2007), Кохару Кусуми (2007—2009), Рихо Саяси (2011—2015), Каэдэ Кага (2016—2022) |
| Оранжевый                                      | Аканэ Хага (2019—)     | Эри Камэи (2005—2010), Харука Кудо (2011—2017)                                                        |
| Светло-оранжевый                               | Свободен               | Аканэ Хага (2015—2019)                                                                                |
| Золотисто-жёлтый / Золотой                     | Рэйна Ёкояма (2016—)   | Ай Такахаси (2005—2011)                                                                               |
| Жёлтый                                         | Хомарэ Окамура (2019—) | Саюми Митисигэ (2005—2006), Ай Такахаси (2011), Харуна Иикубо (2012—2018)                             |
| Светло-зелёный                                 | Эрина Икута (2012—)    | Риса Ниигаки (2005—2012)                                                                              |
| Ярко-зелёный / Зелёный                         | Мэй Ямадзаки (2019—)   | Канон Судзуки (2011—2016)                                                                             |
| мятно-зеленый / Изумрудно-зелёный              | Харука Иноуэ (2023—)   | Цянь Линь (2007—2010), Масаки Сато(2011—2021)                                                         |
| Синее море / Голубой                           | Рио Китагава (2019—)   | Рэйна Танака (2005—2013), Харуна Огата (2015—2018)                                                    |
| Королевский синий / Синий                      | Свободен               | Макото Огава (2005—2006), Ли Чунь (2007—2010), Аюми Исида (2011—2024)                                 |
| Лавандовый / Сиреневый                         | Сакура Ода (2012—)     | Мари Ягути (2005), Айка Мицуи (2006—2012)                                                             |
| Пурпурный                                      | Мики Нонака (2015—)    | Хитоми Ёсидзава (2005—2007), Эрина Икута (2011—2012)                                                  |
| Ярко-розовый                                   | Свободен               | Рика Исикава (2005), Мидзуки Фукумура (2011—2023)                                                     |
| Розовый                                        | Мариа Макино (2019—)   | Асами Конно (2005—2006), Саюми Митисигэ (2006—2014)                                                   |
| Светло-розовый                                 | Свободен               | Мариа Макино (2015—2019)                                                                              |
| Белый                                          | Свободен               | Тисаки Морито (2017—2022)                                                                             |
| Серый                                          | Свободен               | Кохару Кусуми (2005—2007)                                                                             |
| Коричневый / чай с молоком                     | Рио Сакурай (2022—)    | Харуна Иикубо (2011—2012)                                                                             |

## Время участниц в составе группы
Цветом выделен текущий состав.
| №  | Участница        | Присоединение и выпуск из группы   | Время в группе              |
| -- | ---------------- | ---------------------------------- | --------------------------- |
| 1  | Мидзуки Фукумура | 2 января 2011 – н. в.              | 14 лет 6 месяцев 14 дней    |
| 2  | Саюми Митисигэ   | 19 января 2003 – 26 ноября 2014    | 11 лет, 10 месяцев, 7 дней  |
| 3  | Эрина Икута      | 2 января 2011 – н. в.              | 14 лет 6 месяцев 14 дней    |
| 4  | Риса Ниигаки     | 26 августа 2001 – 18 мая 2012      | 10 лет, 8 месяцев, 22 дня   |
| 5  | Рэйна Танака     | 19 января 2003 – 26 мая 2013       | 10 лет, 4 месяца, 2 дня     |
| 6  | Аюми Исида       | 29 сентября 2011 – н. в.           | 13 лет 9 месяцев 17 дней    |
| 7  | Масаки Сато      | 29 сентября 2011 – 13 декабря 2021 | 10 лет, 2 месяца, 14 дней   |
| 8  | Ай Такахаси      | 26 августа 2001 – 30 сентября 2011 | 10 лет, 1 месяц, 4 дня      |
| 9  | Сакура Ода       | 14 сентября 2012 – н. в.           | 12 лет 10 месяцев 2 дня     |
| 10 | Эри Камэи        | 19 января 2003 – 15 декабря 2010   | 7 лет, 11 месяцев, 26 дней  |
| 11 | Каори Иида       | 7 сентября 1997 – 30 января 2005   | 7 лет, 4 месяца, 23 дня     |
| 12 | Харуна Иикубо    | 29 сентября 2011 – 16 декабря 2018 | 7 лет, 2 месяца, 17 дней    |
| 13 | Мики Нонака      | 30 сентября 2014 – н. в.           | 10 лет 9 месяцев 16 дней    |
| 14 | Мариа Макино     | 30 сентября 2014 – н. в.           | 10 лет 9 месяцев 16 дней    |
| 15 | Аканэ Хага       | 30 сентября 2014 – н. в.           | 10 лет 9 месяцев 16 дней    |
| 16 | Хитоми Ёсидзава  | 16 апреля 2000 – 5 мая 2007        | 7 лет, 20 дней              |
| 17 | Мари Ягути       | 3 мая 1998 – 14 апреля 2005        | 6 лет, 11 месяцев, 11 дней  |
| 18 | Нацуми Абэ       | 7 сентября 1997 – 25 января 2004   | 6 лет, 4 месяца, 18 дней    |
| 19 | Харука Кудо      | 29 сентября 2011 – 11 декабря 2017 | 6 лет, 2 месяца, 12 дней    |
| 20 | Айка Мицуи       | 10 декабря 2006 – 18 мая 2012      | 5 лет, 5 месяцев, 8 дней    |
| 21 | Канон Судзуки    | 2 января 2011 – 31 мая 2016        | 5 лет, 4 месяца, 29 дней    |
| 22 | Каэдэ Кага       | 12 декабря 2016 – н. в.            | 8 лет 7 месяцев 4 дня       |
| 23 | Рэйна Ёкояма     | 12 декабря 2016 – н. в.            | 8 лет 7 месяцев 4 дня       |
| 24 | Рика Исикава     | 16 апреля 2000 – 7 мая 2005        | 5 лет, 21 день              |
| 25 | Кей Ясуда        | 3 мая 1998 – 5 мая 2003            | 5 лет, 2 дня                |
| 26 | Макото Огава     | 26 августа 2001 – 27 августа 2006  | 5 лет, 1 день               |
| 27 | Рихо Саяси       | 2 января 2011 – 31 декабря 2015    | 4 года, 11 месяцев, 29 дней |
| 28 | Асами Конно      | 26 августа 2001 – 26 июля 2006     | 4 года, 10 месяцев, 27 дней |
| 29 | Кохару Кусуми    | 1 мая 2005 – 6 декабря 2009        | 4 года, 8 месяца, 5 дней    |
| 30 | Тисаки Морито    | 26 июня 2017 – н. в.               | 8 лет 20 дней               |
| 31 | Мики Фудзимото   | 7 января 2003 – 1 июня 2007        | 4 года, 4 месяца, 13 дней   |
| 32 | Нодзоми Цудзи    | 16 апреля 2000 – 1 августа 2004    | 4 года, 3 месяца, 16 дней   |
| 33 | Ай Каго          | 16 апреля 2000 – 1 августа 2004    | 4 года, 3 месяца, 16 дней   |
| 34 | Ли Чунь          | 15 марта 2007 – 15 декабря 2010    | 3 года, 9 месяцев           |
| 35 | Цянь Линь        | 15 марта 2007 – 15 декабря 2010    | 3 года, 9 месяцев           |
| 36 | Харуна Огата     | 30 сентября 2014 – 20 июня 2018    | 3 года, 8 месяцев, 21 день  |
| 37 | Юко Накадзава    | 7 сентября 1997 – 15 апреля 2001   | 3 года, 7 месяцев, 8 дней   |
| 38 | Маки Гото        | 22 августа 1999 – 23 сентября 2002 | 3 года, 1 месяц, 1 день     |
| 39 | Рио Китагава     | 22 июня 2019 – н. в.               | 6 лет 24 дня                |
| 40 | Хомарэ Окамура   | 22 июня 2019 – н. в.               | 6 лет 24 дня                |
| 41 | Мэй Ямадзаки     | 22 июня 2019 – н. в.               | 6 лет 24 дня                |
| 42 | Ая Исигуро       | 7 сентября 1997 – 7 января 2000    | 2 года, 4 месяца            |
| 43 | Саяка Итии       | 3 мая 1998 – 21 мая 2000           | 2 года, 18 дней             |
| 44 | Аска Фукуда      | 7 сентября 1997 – 18 апреля 1999   | 1 года, 7 месяцев, 11 дней  |

## Наставники
Система назначения наставников из старшего поколения для новых участниц впервые в истории группы началась с третьего поколения. После седьмого поколения наставниц не назначали, но, с появлением двенадцатого поколения, систему официально вернули.
- Третье поколение

- Саяка Итии → Маки Гото

- Четвертое поколение

- Кей Ясуда → Рика Исикава
- Мари Ягути → Хитоми Ёсидзава
- Каори Иида → Нодзоми Цудзи
- Маки Гото → Ай Каго

- Седьмое поколение

- Саюми Митисигэ → Кохару Кусуми

- Двенадцатое поколение

- Харуна Иикубо → Наставница для 12 поколения

- Тринадцатое поколение

- Харука Кудо → Наставница для 13 поколения

- Пятнадцатое поколение

- Каэдэ Кага, Рэйна Ёкояма → Наставницы для 15 поколения